# Semická hůra
Semická hůra je 231 metrů vysoký svědecký vrch – stolová vyvýšenina v jinak rovinaté Polabské nížině. Nalézá se jihozápadně od středočeské obce Semice. Tvoří trojvrší s Přerovskou a Břístevskou hůrou, společně se nazývají Polabské hůry. Na vrcholu hůry je neodkryté hradiště z keltských a raně slovanských dob.
Jižní svah hůry je přírodní památkou – Evropsky významnou lokalitou Natura 2000.
Nejde o jediný polabský svědecký vrch. Na dohled od Semické hůry je o několik metrů vyšší Přerovská hůra (237 m) u Přerova nad Labem, obdobný charakter má i vrch Chotuc (255 m) u Křince, Dřínov (247 m) u obce Dřínov nebo Oškobrh (287 m).

## Geologie
Semická hůra je tvořena odolnými turonskými písčitými slínovci jizerských vrstev české křídové pánve. Pro geologa představuje užitečný studijní materiál, protože tu jsou jasně patrné jednotlivé geologické vrstvy a lze tak vysledovat složení podloží a pradávnou historii tohoto kraje.

## Geomorfologice
Geomorfologicky Semická hůra náleží do subprovincie Česká tabule, oblasti Středočeská tabule, celku Středolabská tabule, podcelku Nymburská kotlina a okrsku Sadská rovina, jejíž je samostatnou geomorfologickou částí

## Flóra
5. října 2009 vláda ČR na návrh ministra životního prostředí Ladislava Mika zařadila celý jižní svah do seznamu Evropsky významných lokalit Natura 2000 (název přírodní památky Polabské hůry).
Na jižních svazích hůry jsou vyvinuta typická společenstva bílých strání s hojným výskytem druhů červeného seznamu – hvězdnice zlatovlásek (Aster linosyris), hořec brvitý (Gentianopsis ciliata), ledenec přímořský (Tetragonolobus maritimus), kavyl Ivanův (Stipa joannis), kavyl vláskovitý (Stipa capillata), černohlávek velkokvětý (Prunella grandiflora) a lněnka lnolistá (Thesium linophyllon). Dominující vegetací jsou širokolisté suché trávníky. Severní svahy porůstají dubohabřiny s bohatým zastoupením hájových druhů a výskytem teplomilných druhů jako kamejka modronachová (Lithospermum purpuro-caeruleum) a ostřice Micheliova (Carex michelii).

## Fauna
Jižní svah Semické hůry obývají mimo jiné tyto druhy mandelinek (čeleď Chrysomelidae): Criocerinae (kohoutek černý, kohoutek modrý), Clytrinae (Smaragdina affinis), Alticinae (dřepčík polní, Phyllotreta ochripes, Aphtona pygmaea, Longitarsus anchusae, Longitarsus lycopi, Longitarsus melanocephalus, Longitarsus salviae, Epitrix pubescens, dřepčík rudonohý), Cassidinae (štítonoš skvrnitý, Cassida sanguinolenta).